# Lin Dan
Lin Dan (em chinês: 林丹; pinyin: Lin Dan; Longyan, 14 de outubro de 2003) é um jogador de badminton da República Popular da China, bicampeão olímpico em 2008 e 2012.

## Carreira

### Jogos Olímpicos
Conquistou a medalha de ouro nos Jogos Olímpicos de Verão de 2008 em Pequim, China, ao derrotar o malaio Lee Chong Wei na final por 21-12 e 21-8
Em Londres 2012 repetiu a final contra o malaio Lee Chong Wei que lhe vendeu uma derrota mais apertada 15–21, 21–10, 21–19, se sagrando bicampeão olímpico.
Nos jogos da Rio 2016, mais uma vez Lin Dan entrou como cabeça-de-chave favorito chegando até a semifinal com certa facilidade, porém, agora nas semifinais, mais uma vez encontrou Lee Chong Wei, que neste oportunidade o venceu pela primeira vez em Jogos Olímpicos. Na disputa do bronze ele perdeu surpreendentemente para o dinamarquês Viktor Axelsen e pela primeira vez saiu sem medalhas em uma Olimpíada.

## Finais no individual

### Títulos
| N.  | Ano  | Torneio                          | Oponente              | Placar               |
| --- | ---- | -------------------------------- | --------------------- | -------------------- |
| 1.  | 2002 | Korea Open                       | Shon Seung-mo         | 1–7, 7–3, 7–3, 7–5   |
| 2.  | 2003 | Denmark Open                     | Chen Yu               | 15–4, 15–6           |
| 3.  | 2003 | Hong Kong Open                   | Boonsak Ponsana       | 15–4, 9–15, 15–8     |
| 4.  | 2003 | China Open                       | Wong Choong Hann      | 17–16, 15–12         |
| 5.  | 2004 | Swiss Open                       | Bao Chunlai           | 15–12, 15–6          |
| 6.  | 2004 | All England Open                 | Peter Gade            | 9–15, 15–5, 15–8     |
| 7.  | 2004 | Denmark Open (2)                 | Xia Xuanze            | 15–12, 15–11         |
| 8.  | 2004 | German Open                      | Xia Xuanze            | 17–16, 15–9          |
| 9.  | 2004 | China Open (2)                   | Bao Chunlai           | 15–11, 15–10         |
| 10. | 2005 | German Open (2)                  | Muhammad Hafiz Hashim | 15–8, 15–8           |
| 11. | 2005 | Japan Open                       | Chen Hong             | 15–4, 2–0r           |
| 12. | 2005 | China Masters                    | Bao Chunlai           | 15–6, 15–13          |
| 13. | 2005 | Hong Kong Open (2)               | Bao Chunlai           | 15–10, 15–4          |
| 14. | 2005 | World Cup                        | Boonsak Ponsana       | 21–13, 21–11         |
| 15. | 2006 | All England Open (2)             | Lee Hyun-il           | 15–7, 15–7           |
| 16. | 2006 | Chinese Taipei Open              | Lee Chong Wei         | 21–18, 12–21, 21–11  |
| 17. | 2006 | Macau Open                       | Lee Chong Wei         | 21–18, 18–21, 21–18  |
| 18. | 2006 | Hong Kong Open (3)               | Lee Chong Wei         | 21–19, 8–21, 21–16   |
| 19. | 2006 | World Championships              | Bao Chunlai           | 18–21, 21–17, 21–12  |
| 20. | 2006 | Japan Open (2)                   | Taufik Hidayat        | 16–21, 21–16, 21–3   |
| 21. | 2006 | World Cup (2)                    | Chen Yu               | 21–19, 19–21, 21–17  |
| 22. | 2007 | Korea Open (2)                   | Chen Jin              | 21–14, 21–19         |
| 23. | 2007 | German Open (3)                  | Chen Yu               | Walkover             |
| 24. | 2007 | All England Open (3)             | Chen Yu               | 21–13, 21–12         |
| 25. | 2007 | China Masters (2)                | Wong Choong Hann      | 21–19, 21–9          |
| 26. | 2007 | World Championships (2)          | Sony Dwi Kuncoro      | 21–11, 22–20         |
| 27. | 2007 | Denmark Open (3)                 | Bao Chunlai           | 21–15, 21–12         |
| 28. | 2007 | Hong Kong Open (4)               | Lee Chong Wei         | 9–21, 21–15, 21–15   |
| 29. | 2008 | Swiss Open (2)                   | Lee Chong Wei         | 21–13, 21–18         |
| 30. | 2008 | Thailand Open                    | Boonsak Ponsana       | 17–21, 21–15, 21–13  |
| 31. | 2008 | Olympic Games                    | Lee Chong Wei         | 21–12, 21–8          |
| 32. | 2008 | China Open (3)                   | Lee Chong Wei         | 21–18, 21–9          |
| 33. | 2009 | All England Open (4)             | Lee Chong Wei         | 21–19, 21–12         |
| 34. | 2009 | World Championships (3)          | Chen Jin              | 21–18, 21–16         |
| 35. | 2009 | China Masters (3)                | Boonsak Ponsana       | 21–17, 21–17         |
| 36. | 2009 | French Open                      | Taufik Hidayat        | 21–6, 21–15          |
| 37. | 2009 | China Open (4)                   | Jan Ø. Jørgensen      | 21–12, 21–12         |
| 38. | 2010 | Badminton Asia Championships     | Wang Zhengming        | 21–17, 21–15         |
| 39. | 2010 | China Masters (4)                | Chen Long             | 21–15, 13–21, 21–14  |
| 40. | 2010 | Asian Games                      | Lee Chong Wei         | 21–13, 15–21, 21–10  |
| 41. | 2011 | Korea Open (3)                   | Lee Chong Wei         | 21–19, 14–21, 21–16  |
| 42. | 2011 | German Open (4)                  | Chen Jin              | 21–19, 21–11         |
| 43. | 2011 | Badminton Asia Championships (2) | Bao Chunlai           | 21–19, 21–13         |
| 44. | 2011 | World Championships (4)          | Lee Chong Wei         | 20–22, 21–14, 23–21  |
| 45. | 2011 | Hong Kong Open (5)               | Chen Jin              | 21–12, 21–19         |
| 46. | 2011 | China Open (5)                   | Chen Long             | 21–17, 26–24         |
| 47. | 2011 | Super Series Masters Finals      | Chen Long             | 21–12, 21–16         |
| 48. | 2012 | German Open (5)                  | Simon Santoso         | 21–11, 21–11         |
| 49. | 2012 | All England Open (5)             | Lee Chong Wei         | 21–19, 6–2r          |
| 50. | 2012 | Olympic Games (2)                | Lee Chong Wei         | 15–21, 21–10, 21–19  |
| 51. | 2013 | World Championships (5)          | Lee Chong Wei         | 16–21, 21–13, 20–17r |
| 52. | 2014 | China Masters (5)                | Tian Houwei           | 21–14, 21–9          |
| 53. | 2014 | Badminton Asia Championships (3) | Sho Sasaki            | 14–21, 21–9, 21–15   |
| 54. | 2014 | Australian Open                  | Simon Santoso         | 22–24, 21–16, 21–7   |
| 55. | 2014 | Chinese Taipei Open (2)          | Wang Zhengming        | 21–19, 21–14         |
| 56. | 2014 | Asian Games (2)                  | Chen Long             | 12–21, 21–16, 21–16  |
| 57. | 2015 | Badminton Asia Championships (4) | Tian Houwei           | 21–19, 21–8          |
| 58. | 2015 | Japan Open (3)                   | Viktor Axelsen        | 21–19, 16–21, 21–19  |
| 59. | 2015 | Brasil Open                      | Pablo Abián           | 21–13, 21–17         |
| 60. | 2016 | German Open (6)                  | Chou Tien-Chen        | 15–21, 21–17, 21–17  |
| 61. | 2016 | All England Open (6)             | Tian Houwei           | 21–9, 21–10          |

### Vice-campeão
| N.  | Ano  | Torneio                       | Opponente      | Placar              |
| --- | ---- | ----------------------------- | -------------- | ------------------- |
| 1.  | 2001 | Asian Badminton Championships | Xia Xuanze     | 10–15, 9–15         |
| 2.  | 2001 | Denmark Open                  | Bao Chunlai    | 5–7, 1–7, 0–7       |
| 3.  | 2003 | Japan Open                    | Xia Xuanze     | 12–15, 10–15        |
| 4.  | 2003 | German Open                   | Lee Hyun-il    | 4–15, 4–15          |
| 5.  | 2005 | All England Open              | Chen Hong      | 15–8, 5–15, 2–15    |
| 6.  | 2005 | Malaysia Open                 | Lee Chong Wei  | 15–17, 15–9, 9–15   |
| 7.  | 2005 | World Championships           | Taufik Hidayat | 3–15, 7–15          |
| 8.  | 2006 | Malaysia Open (2)             | Lee Chong Wei  | 18–21, 21–18, 21–23 |
| 9.  | 2006 | Asian Games                   | Taufik Hidayat | 15–21, 20–22        |
| 10. | 2008 | Korea Open                    | Lee Hyun-il    | 21–4, 21–23, 23–25  |
| 11. | 2008 | All England Open (2)          | Chen Jin       | 20–22, 23–25        |
| 12. | 2008 | Hong Kong Open                | Chen Jin       | 9–21, 21–9, 17–21   |
| 13. | 2009 | Swiss Open                    | Lee Chong Wei  | 16–21, 16–21        |
| 14. | 2009 | East Asian Games              | Choi Ho-jin    | 20–22, 17–21        |
| 15. | 2010 | Japan Open (2)                | Lee Chong Wei  | 20–22, 21–16, 17–21 |
| 16. | 2011 | All England Open (3)          | Lee Chong Wei  | 17–21, 17–21        |
| 17. | 2011 | Singapore Open                | Chen Jin       | Walkover            |
| 18. | 2012 | Korea Open (2)                | Lee Chong Wei  | 21–12, 18–21, 14–21 |
| 19. | 2014 | China Open                    | K. Srikanth    | 19–21, 17–21        |
| 20. | 2015 | Malaysia Open (3)             | Chen Long      | 22–20, 13–21, 11–21 |